# 斯诺维尔 (犹他州)
斯诺维尔（英文：Snowville），是美国犹他州博克斯埃尔德县下属的一座城市。建市于 1871年，面积大约为1.54平方英里（4平方公里），海拔约为4,547英尺（1,386米）。根据2010年美国 人口普查，该市有人口167人。